# 纳诺比
纳诺比（Nanobe）是一种微小的丝状结构，最初在一些岩石和沉积物中发现。一些科学家认为纳诺比是最小的生命形式，它的大小只有已知最小细菌的1/10。目前还没有这种结构为否生物体的定论，对它的分类也仍有争议。
纳诺比最小的直径为20纳米。有研究者认为这些结构是晶体生长，但是对这些结构的染色鉴定表明它们可能是生物体 它们与在ALH84001（一块在南极洲发现的火星隕石）中发现的结构相似。
纳诺比在大小上与纳米细菌相似，纳米细菌也被提议为最小的生物体。然而，这两者不能被混淆起来，纳米细菌应该是细胞生物，而纳诺比被假定为一种此前未发现的生命形式或原生生物。

## 声明
- 这是一个生物体（包含DNA或类似物，而且它可自我复制）
- 在形态学上与放线菌和真菌相似
- 纳诺比直径大约有20纳米，它们小到不能容纳基本的生物物质（DNA，核糖体 等），即如果它们可以自我复制，应该是以一种非常规的方式进行
- 火星陨石ALH84001，于1984年在南极洲发现，其中包含一些类似的管状物，因此有天体生物学家提出这是火星历史上有生命的证据[3]